# Kolasa (nazwisko)
Kolasa – polskie nazwisko, wywodzić od rzeczownika kolasa (ze znaczeniem: «powóz»; «bryka»; «wózek dziecięcy»).

## Osoby noszące nazwisko
- Adam Kolasa (1975) – polski lekkoatleta;
- Agnieszka Kolasa (1992) – polska lekkoatletka;
- Andrzej Kolasa (1948) – polski profesor;
- Bolesław Kolasa (1920–2007) – polski hokeista;
- Jan Kolasa (1926–2016) – polski prawnik;
- Józef Kolasa (1922–2017) – generał brygady LWP;
- Marian Kolasa (1959) – polski lekkoatleta;
- Monika Kolasa-Hladíková – polska śpiewaczka;
- Piotr Kolasa (1976) – polski lekkoatleta;
- Robert Kolasa (1972) – polski piłkarz;
- Ryszard Kolasa (1964–2016) – polski lekkoatleta;
- Stanisław Kolasa (1936) – pułkownik;
- Władysław Kolasa (1926–2012) – polski inżynier mechanik i konstruktor samochodowy.